# Даллас, Стюарт
Стю́арт Алан Да́ллас (англ. Stuart Alan Dallas; 9 апреля 1991, Кукстаун, Северная Ирландия) — североирландский футболист, выступал на позиции вингера. Наиболее известен по выступлениям за «Лидс Юнайтед» и национальную сборную Северной Ирландии. Участник чемпионата Европы 2016 года.

## Клубная карьера
Стюарт провел детство в небольшом североирландском городке Кукстаун. Уже будучи школьником он выделялся среди своих сверстников и стал чемпионом области со своей школой сначала в 2004, а затем и в 2005 году. В возрасте 16 лет он попал в состав местной любительской команды «Коа Юнайтед». Здесь Стюарт провёл три сезона и попал на карандаш менеджера молодёжной сборной Северной Ирландии и скаутов клуба «Крузейдерс» из высшего дивизиона страны.
Летом 2010 года Даллас перебрался в «Крузейдерс». Здесь он тренировался раз в неделю, и получал скромную зарплату в 280 фунтов стерлингов в месяц. 7 августа 2010 года в матче против «Донегал Селтик» он дебютировал в чемпионате Северной Ирландии. 21 августа в поединке против «Колрейна» Стюарт сделал «дубль», забив свои первые голы за «Крузейдерс». Дебютный сезон в высшем свете североирландского футбола вышел для игрока просто удачным: в 35 матчах Даллас забил 16 мячей и на праздничной церемонии награждения по итогам чемпионата 19-летний футболист собрал полный комплект из 6 наград.
Следующий сезон также получился для футболиста также довольно успешным (10 голов), после чего на него обратили внимание в Англии. В 2012 году Даллас помог своему родному клубу выиграть Кубок североирландской лиги, а затем перебрался на Туманный Альбион — главный тренер лондонского «Брентфорда» заинтересовался в талантливом полузащитнике и пригласил его на «Гриффин Парк». 13 октября в матче против «Сканторп Юнайтед» Даллас дебютировал в Первой лиге (Д3). В итоге в дебютном английском сезоне в активе Далласа набралось 7 матчей, в которых результативными действиями ему отметиться не удалось.
Летом 2013 года для получения игровой практики Стюарта отправили в краткосрочную аренду в «Нортгемптон Таун» из Второй лиги (Д4), где он хорошо проявил себя. В «Брентфорде» заметили прогресс игрока и в конце сезона доверили футболисту левый край атаки. По-настоящему переломным для игрока стал следующий сезон. «Брентфорд» начал его в Чемпионшипе, оформив выход туда в предыдущем году, а Даллас стал основным левым вингером «пчел». На счету североирландца в сезоне 2014/15 43 матча, в которых он отметился 8 забитыми мячами и 2 голевыми передачами.
Летом 2015 года новый главный тренер «Брентфорда» Маринус Бикхузен заявил, что футболист отказывается продлевать контракт с клубом и будет продан. «Лидс Юнайтед» сделал предложение в размере 1,3 миллиона фунтов, которое было принято. 3 августа Даллас прошёл медобследование в «Юнайтед», а на следующий день подписал с «белыми» 3-летний контракт. Сумма трансфера, по данным СМИ, составила 1,3 млн фунтов. 8 августа в матче против «Бернли» (1:1) он дебютировал за новую команду. Стюарт неплохо провёл стартовый отрезок в составе «павлинов», играя попеременно на обоих флангах полузащиты и в первых 6 матчах сезона отметившись 2 голевыми передачами. 17 декабря 2015 года Даллас отметился первым голом за «Лидс», дальним ударом поразив ворота «Вулверхэмптона».

## Международная карьера
27 мая 2011 года в Кубке четырёх наций против сборной Уэльса Даллас дебютировал за сборную Северной Ирландии. 31 мая 2015 года в товарищеском матче против сборной Катара Стюарт забил свой первый гол за национальную команду.
Летом 2016 года Даллас принял участие в чемпионате Европы во Франции. На турнире он сыграл в матчах против Польши, Украины, Германии и Уэльса.

### Голы за сборную Северной Ирландии
| #   | Дата        | Место                               | Противник | Результат | Счёт | Соревнование      |
| --- | ----------- | ----------------------------------- | --------- | --------- | ---- | ----------------- |
| 01. | 31 мая 2015 | Грести Роад, Кру, Северная Ирландия | Катар     | 1:0       | 1:1  | Товарищеский матч |

## Достижения
Командные
 «Крузейдерс»
- Обладатель Кубка североирландской лиги: 2011/12
- Обладатель Суперкубка Setanta Sports: 2012

 «Брентфорд»
- Выход в Чемпионшип: 2013/14

 «Лидс Юнайтед»
- Победитель Чемпионшипа: 2019/20

Личные достижения
- Лучший молодой игрок чемпионата Северной Ирландии — 2011/12.
- Лучший игрок чемпионата Северной Ирландии — 2011/12.